# Дофрен де ла Шевалери, Рауль
Рауль Константин Жозеф Гислен Дофрен де ла Шевалери (фр. Raoul Constantin Joseph Ghislain Daufresne de la Chevalerie; 17 марта 1881, Брюгге — 25 ноября 1967, Уккел) — бельгийский хоккеист на траве и футболист, футбольный тренер, военачальник. Бронзовый призёр летних Олимпийских игр 1920 года. Командующий бельгийской армией в годы Второй мировой войны.

## Биография
Рауль Дофрен де ла Шевалери родился 17 марта 1881 года в бельгийском городе Брюгге.
Занимался хоккеем на траве, футболом, теннисом и гонками.
В футболе выступал в 1903—1907 годах за «Серкль Брюгге», был президентом клуба в 1905—1907 годах. До 1912 года выступал за «Брюгге». На его счету 98 матчей и 13 мячей в чемпионате Бельгии.
Участвовал в Первой мировой войне. Служил офицером пехоты, достигнув звания капитана.
В 1920 году вошёл в состав сборной Бельгии по хоккею на траве на летних Олимпийских играх в Антверпене и завоевал бронзовую медаль. Играл в поле, провёл 3 матча, мячей (по имеющимся данным) не забивал.
Параллельно на Олимпиаде был тренером сборной Бельгии по футболу, которая завоевала золотые медали.
Участвовал во Второй мировой войне, в начале которой попал в немецкий плен, из которого сумел бежать. Попав в Великобританию, был произведён в генерал-лейтенанты и стал главнокомандующим Сил Свободной Бельгии в 1941—1942 годах.
После войны работал в Праге, где был военным атташе в Чехословакии.
В 1959 года стал потомственным дворянином.
Умер 19 сентября 1960 года в бельгийской коммуне Уккел.

## Семья
Был неоднократно женат. Его сын от первого брака Ги Дофрен де ла Шевалери в 1946 году стал послом Бельгии в Японии.